# Jurij Szykunow
Jurij Iwanowicz Szykunow, ros. Юрий Иванович Шикунов (ur. 8 grudnia 1939 w Taganrogu, w obwodzie rostowskim, Rosyjska FSRR, zm. 15 lutego 2021) – rosyjski piłkarz, grający na pozycji pomocnika, trener piłkarski.

## Kariera piłkarska

### Kariera klubowa
W 1950 został zaproszony do juniorskiej drużyny Awangard Taganrog, skąd wkrótce przeniósł się do głównej miejscowej drużyny Torpedo Taganrog. W 1957 zadebiutował w pierwszym zespole Torpeda. W 1959 roku rozpoczął służbę wojskową w SKA Rostów nad Donem, w którym pozostał do 1968. W 1969 zakończył swoją karierę piłkarską w klubie Rostsielmasz Rostów nad Donem.

### Kariera reprezentacyjna
W 1964 został powołany do reprezentacji Związku Radzieckiego na turniej finałowy Mistrzostw Europy w Hiszpanii, ale pozostał na ławce rezerwowych.

## Kariera trenerska
Po zakończeniu kariery piłkarskiej rozpoczął pracę trenerską. W latach 1970–1982 oraz 1985-1989 trenował dzieci w Szkole Piłkarskiej SKA Rostów nad Donem. Od 1983 do 1984 pracował na stanowisku dyrektora SKA Rostów nad Donem. Od września 1990 do maja 1995 pomagał trenować Rostsielmasz Rostów nad Donem, a w 1993 drugą drużynę Rostsielmasza. W 1997 prowadził Szachtior Szachty.

## Sukcesy i odznaczenia

### Sukcesy klubowe
- wicemistrz ZSRR: 1966

### Sukcesy reprezentacyjne
- wicemistrz Europy: 1964

### Sukcesy indywidualne
- wybrany do listy 33 najlepszych piłkarzy ZSRR: Nr 2 (1960), Nr 3 (1961)

### Odznaczenia
- tytuł Mistrza Sportu ZSRR: 1960
- tytuł Zasłużonego Trenera Rosyjskiej FSRR: 1990